# Долев Хазіза
Долев Хазіза (івр. דולב חזיזה, нар. 5 липня 1995, Реховот) — ізраїльський футболіст, півзахисник клубу «Маккабі» (Хайфа) та національної збірної Ізраїлю. Виступав також за клуб «Бней-Єгуда». Дворазовий чемпіон Ізраїлю.

## Клубна кар'єра
Долев Хазіза народився 1995 року в місті Реховот. Розпочав займатися футболом у юнацькій команді клубу «Маккабі» (Петах-Тіква), пізніше перейшов до юнацької команди клубу «Секція Нес-Ціона». У 2014 році Хазіза розпочав грати за першу команду клубу «Секція Нес-Ціона». За півроку футболіст перейшов до клубу «Бней-Єгуда», в якому грав до 2017 року, коли кклуб віддав гравця в річну оренду до клубу «Хапоель» (Рамат-Ган). У 2018 році півзахисник повернувся до «Бней-Єгуди», в якій грав до 2019 року.
З 2019 року Долев Хазіза грає в складі клубу «Маккабі» (Хайфа). У складі команди в сезонах 2020—2021 і 2021—2022 років футболіст ставав чемпіоном Ізраїлю.

## Виступи за збірні
У 2015 році Долев Хазіза зіграв 2 матчі у складі молодіжної збірної Ізраїлю.
З 2019 року Хазіза грає у складі національної збірної Ізраїлю. Станом на травень 2025 року зіграв у складі національної збірної 18 матчів, у яких забитими голами не відзначився.

## Титули і досягнення
- Чемпіон Ізраїлю (2):

«Маккабі» (Хайфа): 2020–2021, 2021–2022
- Володар Кубка Ізраїлю (1):

«Бней-Єгуда»: 2018–2019
- Володар Суперкубка Ізраїлю (2):

«Маккабі» (Хайфа): 2021, 2023
- Володар Кубка Тото (1):

«Маккабі» (Хайфа): 2024–2025